# Licea
Licea (en grec antic Λύκαία) era una ciutat d'Arcàdia pròxima al riu Alfeu, a la seva unió amb el Lúsios o Gortinos, al peu de les muntanyes del Liqueu.
Pausànies esmenta els liceates com un dels pobles del districte de Cinúria que es van unir per anar a habitar a Megalòpolis. i Esteve de Bizanci parla també d'una vila de nom Licea. De vegades hom la confon amb Lícoa, una ciutat que també era a l'Arcàdia, al peu de la serra de Mènal.